# Béatrice Pignède
Béatrice Pignède, née le 24 avril 1966 à Levallois-Perret et morte le 12 avril 2015 à Pornic, est une journaliste et réalisatrice de films documentaires française. Après avoir travaillé pendant plusieurs années pour la télévision française, elle se signale dans les dernières années de sa vie par son militantisme antisioniste et sa proximité avec Dieudonné.

## Biographie
Béatrice Pignède a travaillé pendant quinze ans à la télévision, notamment pour France 3 et Arte. Elle a collaboré également à l'émission Arrêt sur images. Elle fonde en 2002 Clap 36, « association de promotion du cinéma indépendant », qui traite, selon la journaliste Marie-Noëlle Tranchant, « des sujets impossibles à aborder à la télévision ».
Son documentaire Propagande de guerre, propagande de paix en 2004 fait intervenir notamment deux historiennes Anne Morelli et Annie Lacroix-Riz, comparant les thèmes de propagande lors de la guerre en Irak avec ceux développées lors d'autres conflits.
Dans les années 2000, Béatrice Pignède et Francesco Condemi, son associé au sein de Clap 36, se signalent par leur proximité politique avec Dieudonné et Alain Soral. Ils réalisent notamment le documentaire Sans forme de politesse : regard sur la mouvance Dieudonné, dans lequel interviennent l'humoriste et ses alliés politiques. Une projection de ce film, prévue en juin 2009 dans un cinéma parisien, a été annulée à la suite d'une intervention de la mairie de Paris.

## Polémiques
En 2011, Béatrice Pignède réalise Main basse sur la mémoire, un « réquisitoire » contre la loi Gayssot, dans lequel est notamment interviewé Robert Faurisson.  Le site Conspiracy Watch résume ainsi en 2013 son parcours : « Béatrice Pignède évolue depuis une dizaine d'années dans la galaxie Meyssan-Dieudonné, mouvance interlope où fraternisent rouges-bruns, nostalgiques du IIIème Reich, agents d'influence du régime iranien et conspirationnistes hardcore ». Le journaliste Frédéric Haziza décrit Béatrice Pignède comme une cinéaste « venue de l'extrême gauche "anti-capitaliste" », qui incarne « la tendance résolument “socialiste” (chaveziste, anticolonialiste, collectiviste…) du soralisme, qui existe à côté d'autres plus “droitières”, attachées d'abord aux valeurs de la France » ; « elle fait remonter le sionisme au XVIIe siècle ou avant et n'hésite pas à rendre ce mot à peu près synonyme de judaïsme, faisant dire au "self-hating Jew" Gilad Atzmon que la judéité est essentiellement raciste. Parfois, on ne sait pas trop si elle étend la définition du sionisme à tout ce qui est juif, aux chrétiens qui ressemblent le plus aux Juifs (c'était déjà une obsession maurrassienne), aux protestants anglo-saxons ». Pour sa part, dans son article du 27 janvier 2012 cité plus haut, Marie-Noëlle Tranchant écrit que « la discussion est vive et nourrie dans Main basse sur la mémoire, qui s'inquiète de l'exacerbation des communautarismes sous l'influence des lois mémorielles. »  Elle ajoute : « Le film fera l'objet d'une projection publique au Sénat, et sera présenté au Festival de l'Unesco. C'est pure coïncidence s'il sort au moment de la loi sur le génocide arménien, mais les rapports entre l'histoire et la législation sont plus que jamais d'actualité. »
En 2013, Béatrice Pignède réalise le film L'Oligarchie et le sionisme, distribué par une société iranienne déjà co-productrice de L'Antisémite, de Dieudonné. Conspiracy Watch juge que ce documentaire dégage des « relents antisémites et paranoïaques » en adhérant au mythe d'un complot « sioniste » mondial accusé de tous les maux de la terre. Pour le site, « Les vulgates anticapitaliste (la condamnation des «banksters», de Wall Street, de la «spéculation financière»...) et populiste (les «élites mondialisées», «l'oligarchie»...) n'ont d’autre fonction ici que de faire passer en contrebande un discours complotiste radical », qui repose tout entier sur « une reformulation syncrétique du mythe du complot juif mondial ». Dominique Sopo, président de SOS Racisme, parle à cette occasion d'un film qui, « sans même parler d'une affiche digne de la plus indigente iconographie antisémite des années 30 », « relève d'un complotisme névrotique qui, bien que se cachant derrière une dénonciation aussi vague que désarticulée du sionisme, ne peut masquer les effluves antisémites qui en émanent » : pour lui, ce film n'est qu'une « énième resucée » de la « crasse tradition complotiste » remontant aux Protocoles des Sages de Sion, et participe de la banalisation des discours antisémites et, plus généralement, racistes.
Béatrice Pignède meurt le 13 avril 2015, des suites d'une longue maladie,.

## Filmographie
- 1996 : La Balade des sans-papier
- 1997 : Paul Ricœur, regard sur son siècle (coréalisateur : Francesco Condemi)
- 1999 : Yougoslavie, cinq ans de guerre de l'information
- 2000 : Chiapas : Voyage en utopie (coréalisateur : Francesco Condemi)
- 2000 : Kosovo : des journalistes dans la guerre
- 2003 : L'Irak - D'une guerre à l'autre[13] (film coréalisé par Francesco Condemi)
- 2004 : Propagande de guerre, propagande de paix[14],[15]
- 2005 : État de guerre (coréalisateur : Francesco Condemi)
- 2007 : Après l'hégémonie
- 2009 : Sans forme de politesse : regard sur la mouvance Dieudonné[16] (coréalisateur : Francesco Condemi)
- 2012 : Main basse sur la mémoire, les pièges de la Loi Gayssot
- 2013 : L'Oligarchie et le Sionisme, la supercherie tribale
- 2013 : L'Oligarchie et le Sionisme - Partie 2[17]
- 2013 : L'Affaire Peugeot de Francesco Condemi (photographie)

## Récompense
- 2001 : Prix Europa au Festival de télévision européen de Berlin pour Kosovo : des journalistes dans la guerre

## Sélections
- 2001 : FIPA (Kosovo : des journalistes dans la guerre)
- 2003 : FIPA (L'Irak - D'une guerre à l'autre)